# 강철민 (축구 선수)
강철민 (1988년 8월 9일 ~ ) 은 대한민국의 전직 축구 선수이다. 현역 시절 포지선은 수비수였다.